# Случайные пассажиры
«Случайные пассажиры» — советский фильм 1978 года режиссёра Михаила Ордовского по повести Юрия Сбитнева «Жизнь как жизнь».

## Сюжет
Шофёр Иван Жаплов — человек грубый и жёсткий, замкнутый, лишённый эмоций, прижимистый, не чурающийся и «левых» заработков. Однажды в утреннем тумане он на своём ЗИЛ-130 чуть не налетает на застрявшую «полуторку» и обнаруживает в её кузове юную воспитательницу детского дома с девятью продрогшими за ночь сиротами. Этот случай раскрывает в его характере совсем иные черты: сострадание и готовность помочь обездоленным детям… Он, несмотря на то, что его дома ждёт жена, мимо проходит хороший «левый» заработок, берётся доставить детей в пункт назначения…

## В ролях
- Владимир Гостюхин — Иван Жаплов, шофер ЗИЛа
- Лариса Гребенщикова — «Капа», Капитолина Ивановна, воспитательница детдома
- Зинаида Шарко — Камелия Николаевна, заведующая столовой.
- Николай Гринько — Елизарыч, начальник районной автоколонны.
- Наташа Леонтьева — Наташа Леонова,  воспитанница детдома
- Нина Вахитова — Нина, воспитанница детдома
- Таня Волхонская — Таня, воспитанница детдома
- Веда Ткаченко — Веда, воспитанница детдома
- Марина Алексеева — Марина, воспитанница детдома
- Игорь Пчелин — Игорь, воспитанник детдома
- Алёша Стёпин — Алёша, воспитанник детдома
- Слава Яковлев — Слава, воспитанник детдома
- Александр Харашкевич — Саня Третьяков
- Олег Анофриев — инспектор ГАИ, старший сержант милиции
- Екатерина Мелентьева — жена Елизарыча
- Александр Соколов — сельский фельдшер
- Любовь Тищенко — Настюха, продавщица сельпо
- Леонид Харитонов— попутчик с комбикормом

## Критика
Фильм имел средний успех в прокате — в пределах 10 млн зрителей. Киновед Сергей Кудрявцев дал фильму 7,5 баллов из возможных 10, высоко оценена игра актёра Владимира Гостюхина:

Вот на этой картине, а вовсе не на «Восхождении» я впервые влюбился в Гостюхина («Охота на лис», тоже потрясшая меня, вышла чуть позже). Эта история о том, как вполне себе деловой, самый обыкновенный шоферюга натыкается на нескольких «выбракованных» детей из расформированного детдома, и, столкнувшись с этим сгустком человеческого горя и сиротства, понимает, что ему никогда не быть прежним.— Евгений Марголит, журнал «Сеанс», 2022